# Lycanthropie dans la fiction

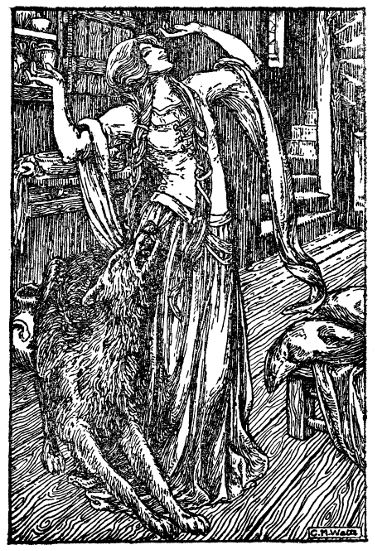
Illustration de Caroline Watts pour « The Were-Wolf » (1910), traduction anglaise en prose par Jessie L. Weston du lai « de Bisclavret » de Marie de France (XIIe siècle).

Les lycanthropes sont des personnages de fiction récurrents dans toutes les formes d’art modernes, en particulier au cinéma et dans la littérature. Les œuvres littéraires appartiennent majoritairement aux littératures de l'imaginaire (fantastiques et fantasy).

## Littérature

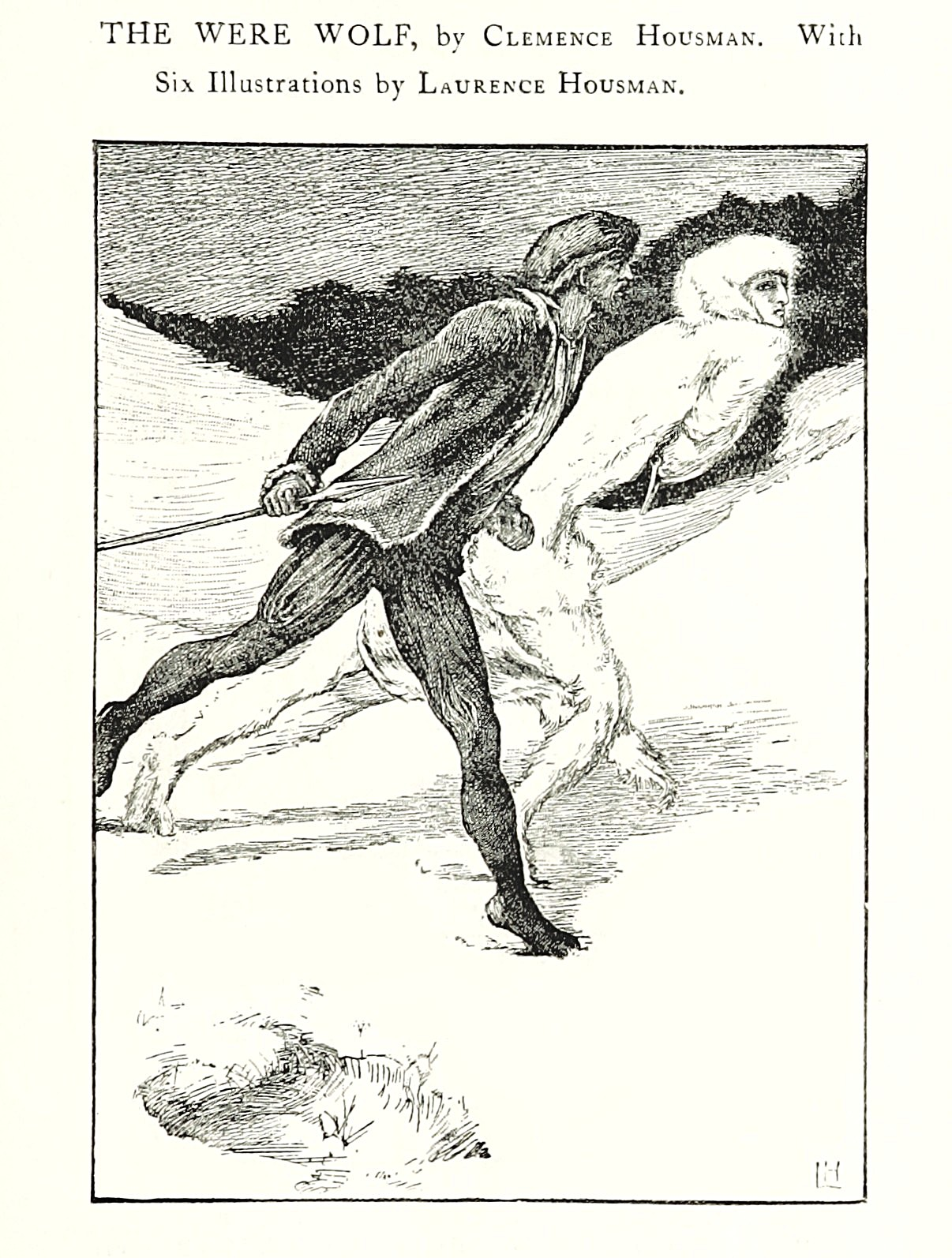
Fourrure blanche (The Were-Wolf), 1896. Nouvelle de Clemence Housman illustrée par son frère Laurence Housman.

Les contes relatifs aux loups-garous sont nombreux dans la littérature médiévale et surtout influencés par les textes grecs. Parmi les œuvres anciennes, le Scapin de Molière se transforme parfois en loup garou pour échapper aux pièges qui le menacent et Miguel de Cervantès mentionne le loup-garou dans Les Travaux de Persille et Sigismonde. Dans La Duchesse d'Amalfi de John Webster, l’un des personnages, Ferdinand, a des accès de lycanthropie : il déterre des cadavres, hurle à mort, et sa fourrure est cachée sous sa peau. Cet ancien texte est l’un des premiers à mentionner la lycanthropie comme une maladie.
En 1859, l’œuvre d’Erckmann-Chatrian, Hughes-le-loup, fait référence au loup-garou. Parmi les œuvres contemporaines, le roman poétique Le Loup Garou de Roger Vitrac, écrit en 1938, mêle la violence à l’humour noir et l’humour rose.
Dans le roman Un roi sans divertissement de Jean Giono, publié pour la première fois en 1947, un tueur en série sévit en hiver dans un village de montagne en perpétrant ses meurtres à la manière d’un loup. Dès le début du récit, la figure du loup-garou est explicitement évoquée. La même année, Boris Vian raconte, dans Le Loup-garou, la vie d’un loup condamné à se transformer en homme lors des nuits de pleine lune.
Hermann Löns parle dans Le Loup-Garou d’une confrérie secrète qui s’identifie aux lycanthropes pour se défendre des pillards. Dans les enquêtes de Kay Scarpetta, Patricia Cornwell met en scène un loup-garou sous le nom de Jean-Baptiste Chandonne. Wolfen – dieu ou diable de Whitley Strieber met en scène un loup-garou, en 1982.
Claude Seignolle a abondamment traité du loup-garou, notamment dans Le Gâloup en 1960 et Comme une odeur de loup en 1966.

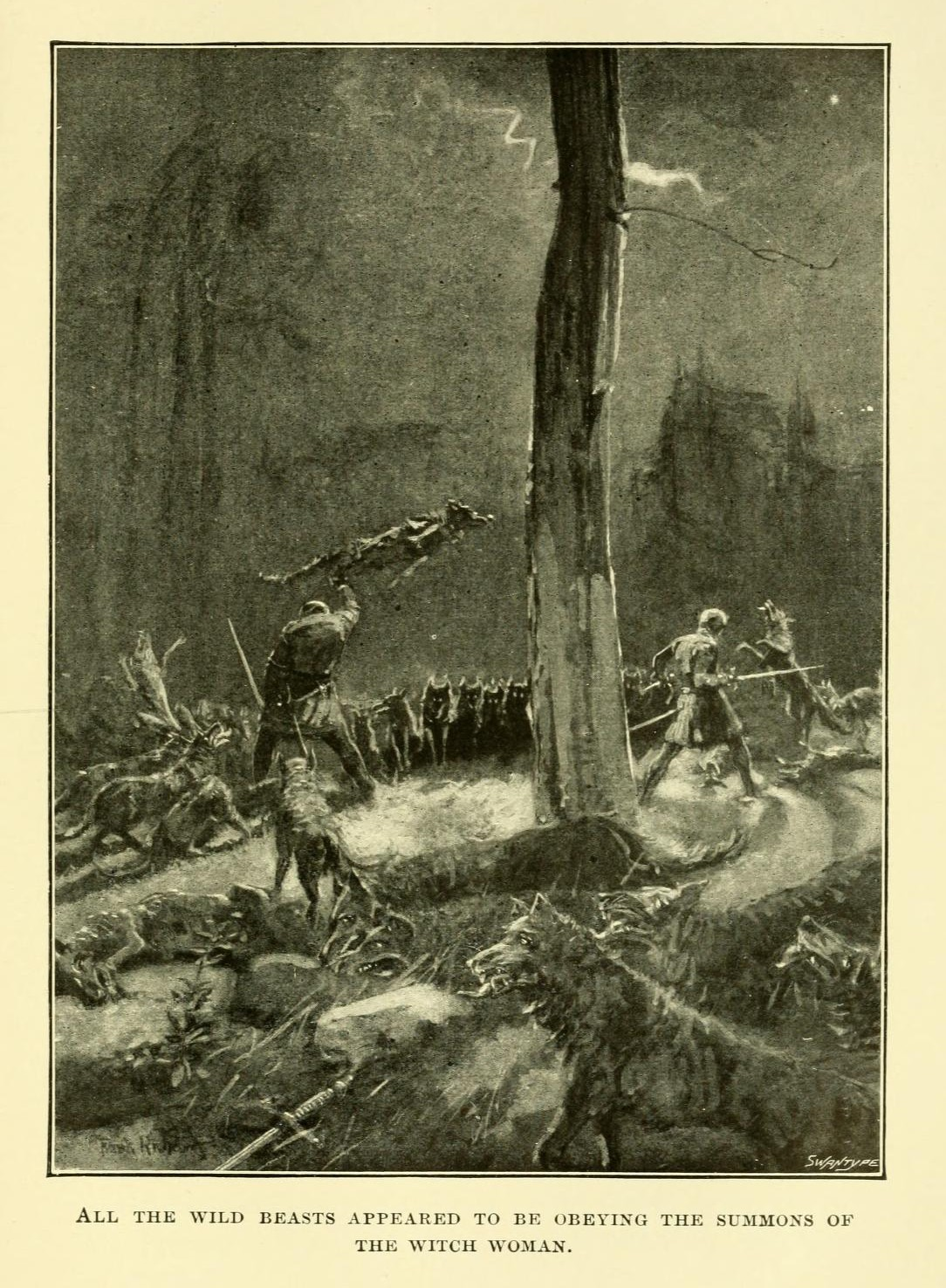
Bataille contre des loups-garous. Illustration de Frank Richards pour le roman The Black Douglas (1899) de S. R. Crockett. Cette œuvre aurait partiellement inspiré à J.R.R. Tolkien la scène de l'attaque des Wargs dans Le Hobbit.

Dans le domaine de la fantasy, J. R. R. Tolkien mentionne ses loups-garous comme des créatures féroces possédées par des esprits terrifiants qui parcouraient le Beleriand durant le Premier Âge. Ils sont au service de Sauron, alors grand lieutenant et le plus terrible des serviteurs de Morgoth, que l’on appelait aussi le Seigneur des loups-garous.
Dans la saga Harry Potter, la question des loups-garous est abordée à partir du troisième tome, dans lequel un professeur de l’école Poudlard, Remus Lupin, en est un, et tente de se faire accepter parmi les humains malgré sa maladie. À partir du tome 5, on entend parler de Fenrir Greyback, le loup-garou qui a provoqué la transformation de Lupin. Greyback, au contraire de Lupin, encourage les loups-garous à vivre hors de la civilisation et à mordre autant d’humains que possible pour se renforcer en tant qu’organisation.
Dans la saga Twilight, ou Saga du désir interdit de Stephenie Meyer, les loups-garous sont dotés d’une force phénoménale, qui leur permet de se mesurer aux vampires du même univers de fiction. Ils se transforment à volonté et restent guidés par leur conscience humaine quand ils sont sous cette forme, quoiqu’ils puissent se transformer et perdre le contrôle d’eux-mêmes sous l’effet de la colère. Ils restent largement plus forts que des humains ordinaires quand ils ont leur forme humaine, et ont de nombreux attributs inédits (transmission de pensée, uniquement entre eux, par exemple). Il s’agit d’Amérindiens quileutes, leurs légendes expliquant leur transformation par les facultés magiques de leurs ancêtres. Certains personnages de la saga signalent qu’ils ont connaissance de loups-garous qui, eux, ne se transforment qu’à la pleine lune, et préfèrent réserver l’expression « loup-garou » à ces « enfants de la Lune », et appeler les Amérindiens des « métamorphes ». Dans les deux cas, les loups-garous sont les ennemis naturels des vampires.

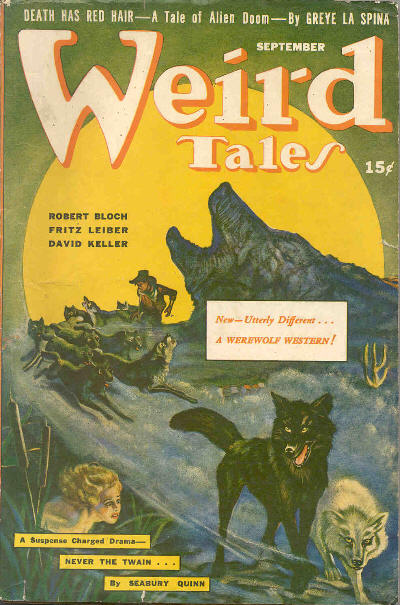
Couverture du pulp Weird Tales, septembre 1942.

Parmi les œuvres fantastique et d’horreur, on trouve des loups-garous dans plusieurs romans de Stephen King : L’Année du loup-garou où les apparitions de la bête coïncident avec les dates symboliques du calendrier américain (Independence Day, Thanksgiving), dont est tiré le film Peur Bleue, ainsi que dans Le Talisman.
Laurell K. Hamilton met en scène Anita Blake dans une série de romans où la jeune femme vit dans une Amérique où la population cohabite avec des vampires, des loups-garous, et d’autres monstres qui ont, pour certains, acquis une existence légale.
L'auteur de romans d'horreur Nancy A. Collins a écrit deux romans mettant en scène des loups-garous: Garouage (1993) et Le loup debout (1994). L’auteur Fred Vargas met aussi la lycanthropie au centre de son livre intitulé L’homme à l’envers. Le titre fait référence à l’une des caractéristiques qui serait propre aux loups-garous ; celle d’être sous forme humaine, totalement glabre et d’avoir leur pilosité « à l’intérieur ». Récemment aussi, l'auteur anglais Paul Kearney a mis en scène la lycanthropie dans son œuvre majeure : Les Monarchies divines. Les lycanthropes sont une des disciplines du « Dweomer » particulièrement développée, maîtrisée par le mage Aruan. L'écrivain Jean-Luc Marcastel a entamé une série de romans sur les loups-garous, dont l'histoire se déroule en France dans un Moyen Âge de fiction: Louis le Galoup.

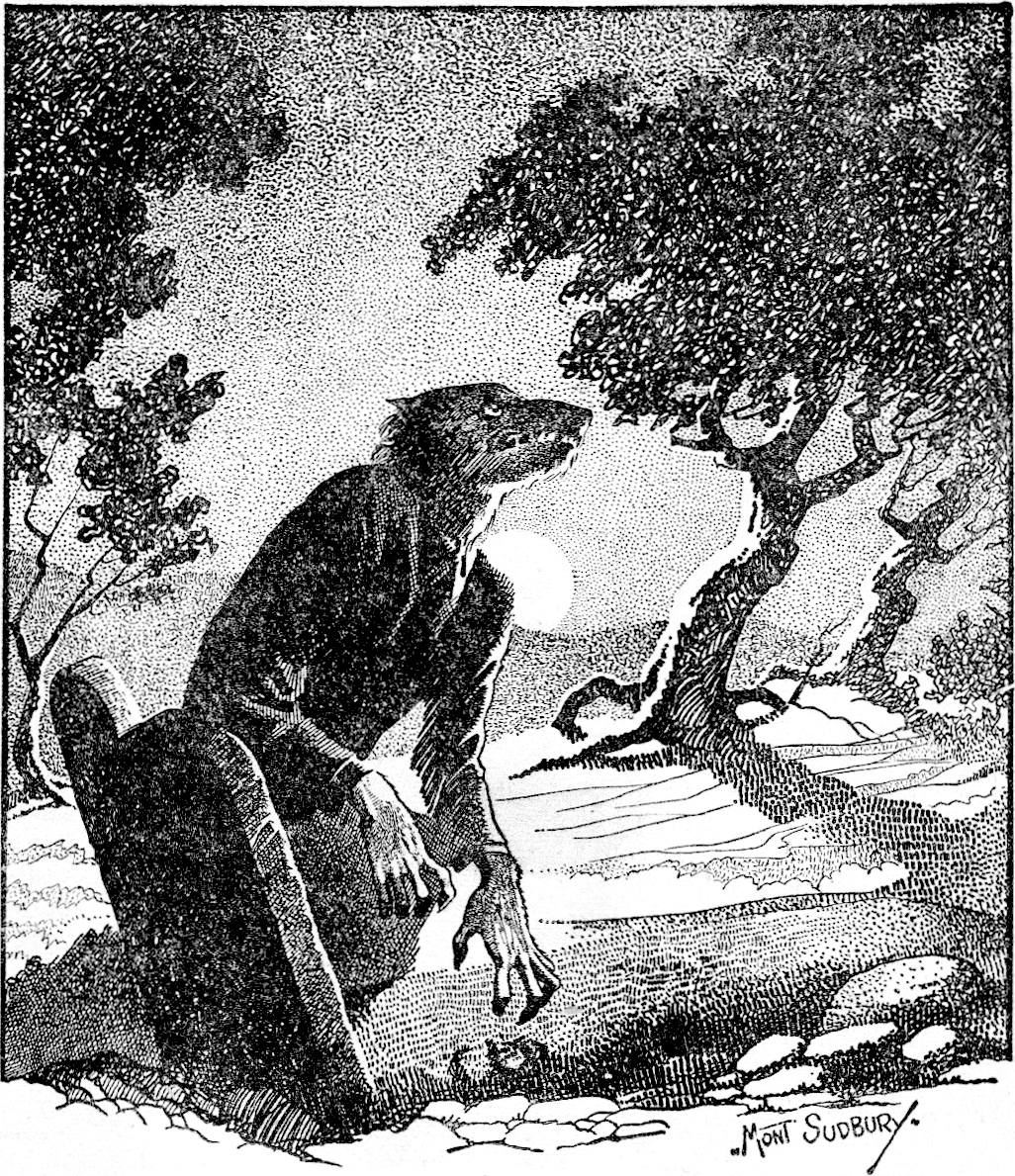
Illustration de la nouvelle « The Werewolf Howls » publiée dans le pulp Weird Tales, novembre 1941.

Dans Vironsussi (Fabrice Vigne & Olivier Destéphany, éd. Le Fond du Tiroir, 2014, livre-CD accompagné de la "bande originale du roman"), un contrebassiste nommé Hugues Richard contracte la malédiction du vironsussi lors d'une tournée en Finlande. Le prénom du personnage est une référence au Hugues-Le-Loup d’Erckmann-Chatrian.
La bande dessinée Le Chasseur de Voirloups raconte les aventures d’un homme mandaté par le gouvernement français pour enquêter sur une secte du Pays d’Othe dont les adeptes se déguisent en hommes-loups. Les membres de la secte n’apprécient pas cette incursion dans leurs activités. À la fin, ce qui semble être un véritable voirloup surgit des ténèbres et se jette sur une adepte qui venait aider le héros de l’histoire à qui la secte s’en était prise. Il semble profondément irrité par tout ce tapage et les simagrées de la secte, mord sa victime à la gorge et la dépouille de sa peau de loup dans un état de rage intense, au nez et à la barbe du chasseur de voirloups qui assiste impuissant à la scène. L’adepte décède peu après son transfert à l’hôpital de Troyes.
Plusieurs anthologies ont aussi été rédigées sur ce thème, comme celle présentée par Claude Lecouteux : Elle courait le garou : lycanthropes, hommes-ours, hommes-tigres ou bien encore celle d’Alain Pozzuoli intitulée Les Morsures du loup-garou. Barbara Sadoul en a présenté deux autres sur ce thème : Le Bal des loups-garous et Gare au garou !, mentionnons aussi Treize histoires de loups-garous aux éditions Marabout.
La série Mercy Thompson et son spin-off Alpha & Omega de Patricia Briggs se déroulent dans un univers où les loup-garous ont fini par révéler leur existence au monde entier. Dans Mercy Thompson, nous suivons Mercy, une changeuse coyotte ayant grandi au sein des loup-garous (elle est la protégée de Bran Cornick, le loup-garou le plus puissant du continent, aussi appelé Marrok, l'Alpha Supreme). Dans Alpha et Omega, nous suivons Charles, le fils de Bran et de sa compagne Anna.

## Films

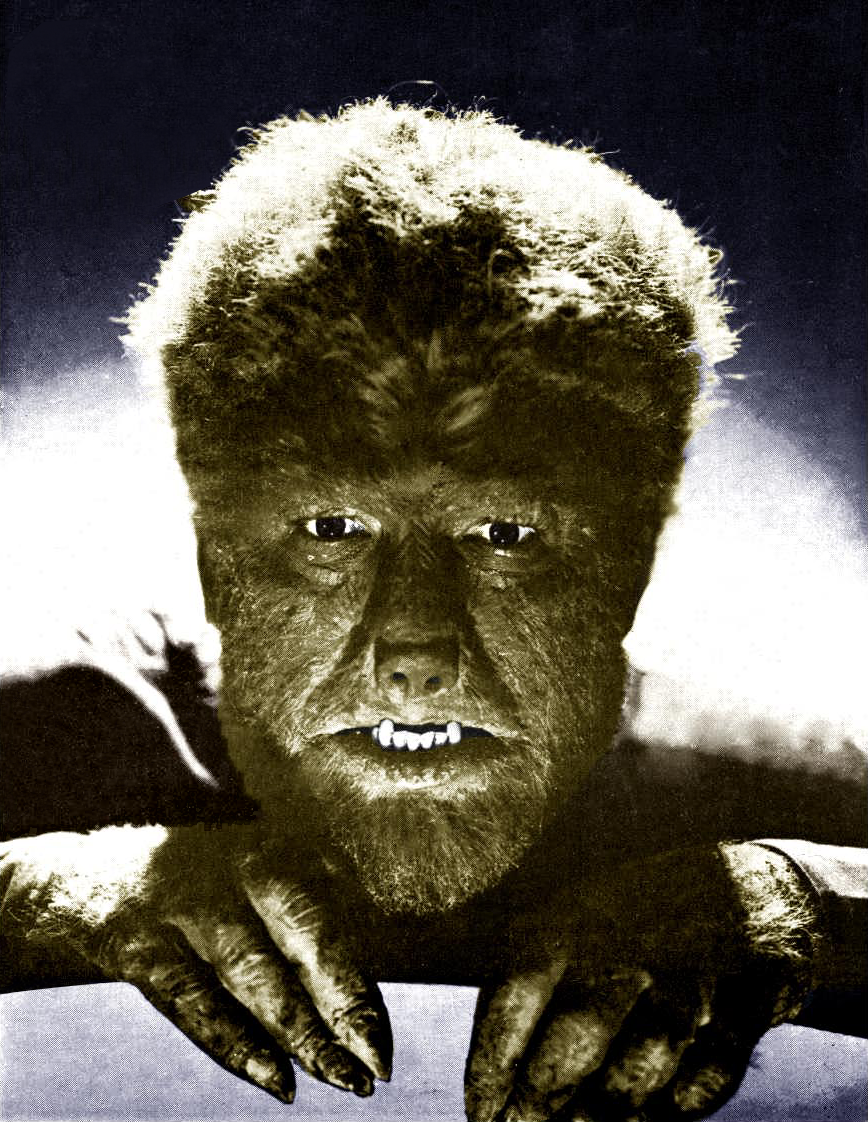
Lon Chaney Jr. grimé en lycanthrope. Photographie promotionnelle du film Le Loup-garou sorti en 1941.

Le thème de la lycanthropie est très populaire et a donné naissance à près d’une centaine de films d’horreur dont certains sont de grands succès au box-office. Les loups-garous sont d’ailleurs plus connus en tant que personnages cinématographiques que pour leurs apparitions dans la littérature.
Le premier lycanthrope anthropomorphe est apparu dans Le Monstre de Londres en 1935, il s’agit d’un scientifique londonien qui garde la plupart de ses traits humains après sa transformation. Comme l’acteur principal Henry Hull ne souhaitait pas passer de longues heures à se faire maquiller, Universal Studios a monté une histoire à partir d’une plante des Balkans associée à la lycanthropie puisqu’il n’y avait pas, à l’époque, d’essai sur les lycanthropes tel qu’on pouvait en trouver sur les vampires. Ce film ne fait pas non plus référence à l’argent et aux autres aspects liés à la lycanthropie comme le cannibalisme.

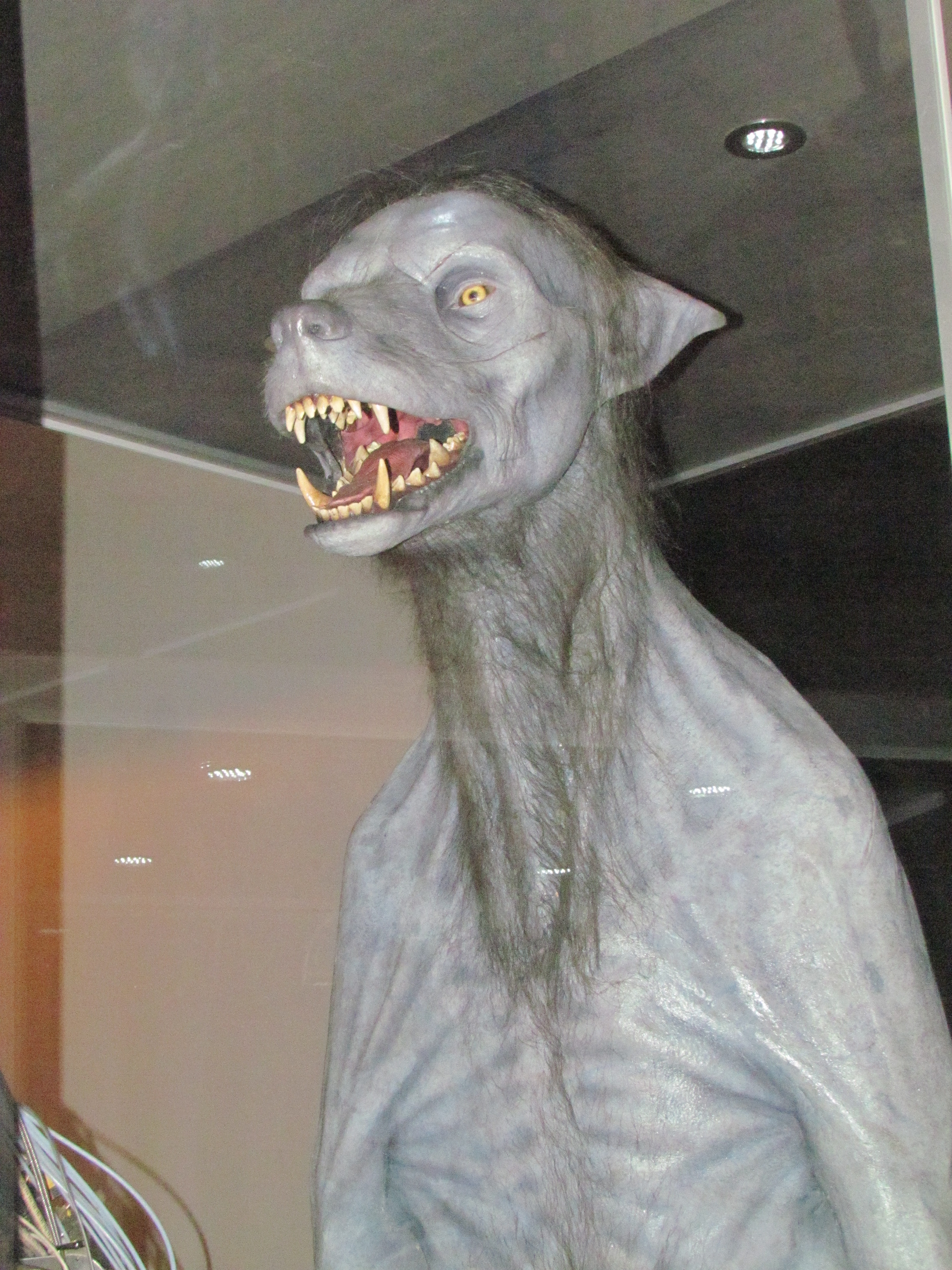
Le loup-garou du film Harry Potter et le Prisonnier d'Azkaban (2004).

En 1941, The Wolf Man capta l’imagination du public. Le maquillage y est plus élaboré et il a fixé l’image du loup-garou dans la conscience publique. Les apparitions du monstre sont rares, mais notables, le protagoniste jouant un rôle d’homme torturé. Dans Le loup-garou de Londres David Naughton, est moins angoissé, plus confiant et plus charismatique. En 1961, La malédiction du loup-garou est une adaptation du roman de 1933 Le loup-garou de Paris par l’auteur américain Guy Endore. Il s’appuie sur la légende traditionnelle selon laquelle un enfant né la veille de Noël est maudit. La forme du loup-garou dans les films est généralement anthropomorphe, comme c’est le cas dans The Wolf Man et le loup-garou de Londres et la transformation est souvent décrite comme pénible. La vulnérabilité des lycanthropes aux armes en argent fut évoquée pour la première fois dans The Wolf Man. Cette réaction à l’argent est parfois si forte que le simple fait de toucher ce métal provoque des brûlures sur le loup-garou.
Dans Ladyhawke, un film adapté d’une légende médiévale, un homme est condamné par un prêtre à se transformer en loup chaque nuit tandis que sa compagne se transforme en faucon durant la journée. Jack Nicholson a fait une apparition remarquable dans le film Wolf sorti en 1994, où il subit la lycanthropie contre son gré après une morsure et tente de lutter contre sa nouvelle nature.
D’autres loups-garous sont beaucoup plus volontaires et malveillants, tels que ceux de la saga Hurlements, pur classique du film d’horreur. Parmi ceux-ci, citons aussi Underworld qui met en scène une guerre ancestrale entre des vampires et des loups-garous.
Dans Van Helsing, le célèbre chasseur de vampires se transforme en loup-garou pour affronter Dracula.

## Séries
(juillet 2015).
- Le Loup-garou du campus est une série canadienne mettant en scène un jeune étudiant atteint de lycanthropie.
- Dans Buffy contre les vampires, Seth Green interprète Oz, un loup-garou qui tente de contrôler sa condition et devient membre du Scooby-gang. Varuca, quant à elle, considère sa forme louve-garou comme sa vraie identité.
- Dans Supernatural, les frères Winchester rencontrent des loups-garous dans l'épisode 17 de la saison 2 (Les Loups-garous). Ceux-ci ont une forme humaine (même transformés), tuent leur victimes et leur arrachent le cœur pour le manger. Dans la saison 6, il est fait allusion à des loups-garous qui ont un comportement étrange (ils se transforment même les soirs sans pleine lune) ainsi qu'à l'Alpha Loup-Garou (le chef de la meute).
- Dans La Malédiction du loup-garou, Eric Cord a été mordu par un loup-garou qu’il pensait être un ami et se transforme chaque nuit en terrible homme-animal. Pour sortir de cette malédiction, il doit retrouver un autre loup-garou, Janos Skorzeny, tout en évitant d’être attrapé par un chasseur de primes parti à ses trousses.
- Des loups-garous sont apparus à plusieurs reprises dans Doctor Who : En 1986 dans Mindwarp, en 1988 dans The Greatest Show in the Galaxy et, plus récemment, Un Loup-Garou royal. Dans ce dernier, un loup-garou mord la Reine Victoria, qui deviendra théoriquement un loup-garou par la suite, selon le Docteur et Rose.
- Dans Vampire Diaries, Tyler Lockwood (Michael Trevino) devient un loup-garou comme son oncle Mason, au début de la saison 2.
- Dans True Blood, les loups-garous apparaissent dans la saison 3 et prennent un rôle plus important (comme l'ami de Sookie).
- Teen Wolf est une série américaine centrée sur le mythe de la lycanthropie. La série met en scène un lycéen, Scott, devenant lycanthrope après une morsure. On y reprend aussi les relations au sein d'une meute, toujours composée d'un chef (l'alpha) et de sous-fifres (les bêtas) dont les capacités physiques sont augmentées lorsqu'ils sont ensemble. Les loups solitaires (les omégas) sont donc plus vulnérables face à leurs ennemis.
- Dans Lost Girl, Dyson, l’un des personnages principaux de la série, est un lycanthrope.
- Dans les séries Being Human : La Confrérie de l'étrange et Being Human, les personnages George, Josh et Nina sont des loups-garous.
- La série Wolf Lake a pour sujet un homme qui enquête sur la disparition de sa petite amie et se retrouve dans une ville qui petit à petit semble peuplée de loup-garous.
- La série Bitten offre une version différente et intéressante où en principe seuls les hommes peuvent devenir loup-garous, que cela soit par morsure ou de naissance, mais où Elena Michaels, personnage interprété par Laura Vandervoort, semble être la seule femme à avoir survécu à sa première transformation, et semble donc la seule louve connue pour des raisons inconnues.
- Wolfblood est une série racontant l'histoire de deux loups-garous adolescents qui se rencontrent.
- Dans la série Penny Dreadfull, le personnage de Ethan Chandler est un lycanthrope. Il cherche à fuir son passé et les crimes qu'il a commis sous forme de loup-garou[18].
- Dans la série Sanctuary, l'un des personnages principaux est un loup-garou
- Dans Grimm, les Blutbad sont des loup-garous.
- Dans Wolf Like Me (2022)[19], l'héroïne Mary est une loup-garou.

## Jeux

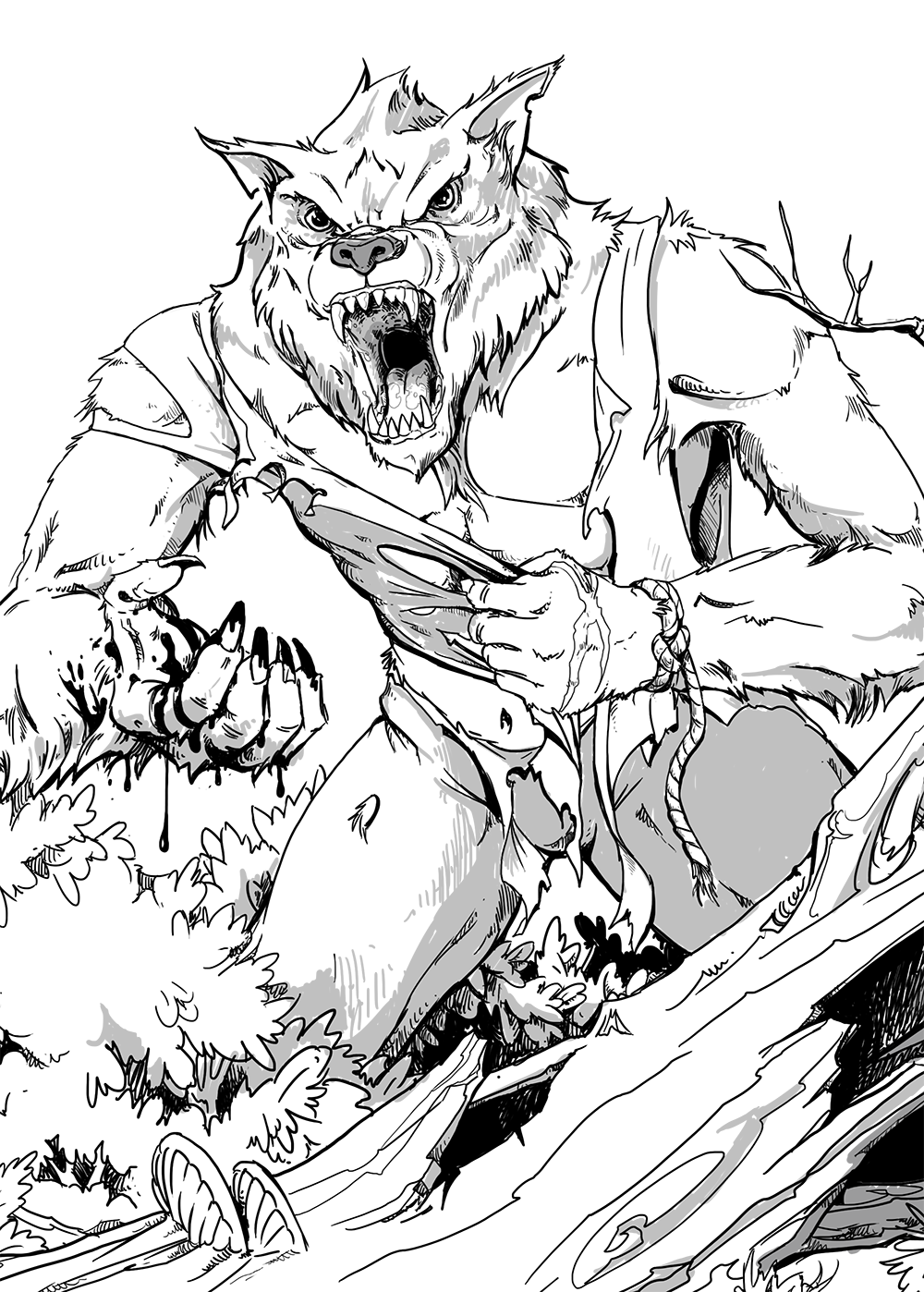
Un lycanthrope dans le jeu de rôle Donjons et Dragons.

- Wolfchild (1992) est un jeu vidéo dans lequel un produit permettant de se transformer en loup-garou est utilisé.
- Les wolfens sont une race mi-homme mi-loup issue des jeux de rôle Confrontation et Rag'narok de l’éditeur Rackham.
- Loup-garou : l’Apocalypse et Loup-garou : les Déchus sont des jeux de rôle du Monde des ténèbres édité par White Wolf Publishing.
- Les Loups-garous de Thiercelieux est un jeu d’ambiance dans lequel les joueurs sont les habitants d’un village attaqué chaque nuit par des loups-garous.
- Donjons et Dragons met en scène de nombreuses créatures métamorphes nommées des lycanthropes (rat, tigre, ours), le loup-garou étant la plus célèbre.
- Dans la série de jeux vidéo The Legend of Zelda, Link se retrouve un temps transformé en loup dans Twilight Princess.
- Dans la série de jeux vidéo Bloody Roar, les personnages sont tous des thérianthropes nommés les zooanthropes, et le personnage principal, Yugo, se transforme en loup.
- Dans Gabriel Knight 2: The Beast Within, le but du jeu est de traquer et de mettre hors d'état de nuire un loup-garou supposé.
- Dans World of Warcraft: Cataclysm, il est possible de jouer les loups-garous dans l'Alliance (Worgen de Gilnéas).
- Dans la série The Elder Scrolls, les loups-garous sont des êtres qui se sont asservis à Hircine, le daedra de la Chasse:
  - Dans The Elder Scrolls II: Daggerfall, le joueur peut devenir un loup-garou ou un sanglier-garou s'il est mordu et non soigné.
  - Dans l'extension Bloodmoon du jeu vidéo The Elder Scrolls III: Morrowind, le personnage contracte la maladie Saniès Lupinus à la suite d'un affrontement avec des loups-garous et devient l'un d'eux s'il ne s'est pas soigné au bout de trois jours.
  - Dans The Elder Scrolls V: Skyrim, il est possible de devenir un loup-garou en rejoignant les Compagnons à Blancherive. Pour cela il suffit d'effectuer les quêtes proposées.
  - Dans The Elder Scrolls Online, il est possible de devenir un loup-garou par morsure d'un autre joueur ou par microtransaction
- Dans League of Legends, le joueur peut choisir d'invoquer Warwick, un loup-garou.
- Dans Diablo II, la lycanthropie est une aptitude du druide lui permettant de se transformer en loup-garou.
- Dans Castlevania: Lords of Shadow, les lycanthropes forment un groupe d'ennemis que le héros doit combattre.
- Dans MapleStory, le joueur incarne un personnage peut affronter s'il souhaite les lycanthropes marron et les lycanthropes blancs (en cas d'agression ils invoquent des lycanthropes marron) dans les territoires des loups au Mt El Nath à Ossyria.
- Dans Call of Duty: Black Ops IIII, dans la map zombie Nuit des Morts, les loups-garous font leur apparition en tant qu'ennemi exclusif à cette map. Par ailleurs, dans le secret de cette carte à la fin, les joueurs affrontent le Loup Garou de lune de Sang qui est le boss de cette carte. Des balles en argent sont à fabriquer pour permettre aux joueurs à tuer plus facilement les loups-garous.

## Autres

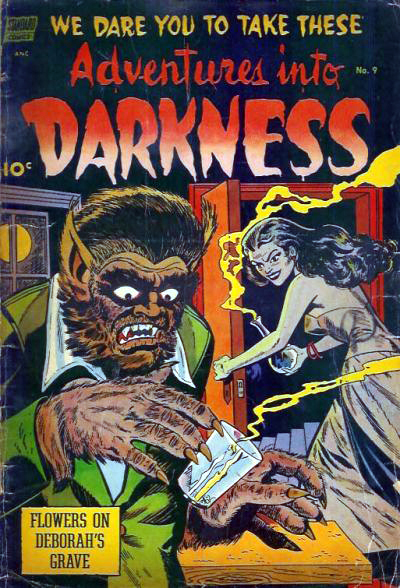
Couverture du comic-book d'horreur Adventures Into Darkness, no 9, 1952.

- L’écrivain allemand Christian Morgenstern a composé un poème dans lequel un loup-garou interroge le fantôme d’un maître d’école à son sujet, ce qui donne lieu à de nombreuses plaisanteries grammaticales[20].
- Des lycanthropes sont mentionnés dans la saga Le Donjon de Naheulbeuk, ils vivent sur les terres de Fangh[21].
- Les univers Marvel mettent en scène de nombreux lycanthropes[22].
- Dans le manga Rosario+Vampire, l’un des personnages principaux, Ginei Morioka (alias Gin), est un loup-garou.
- Dans Dragon Ball, Akira Toriyama crée une variante du loup-garou : les membres du peuple des Saïyens se transforment en singe géant lorsque la Lune est pleine.
- Dans les comics Elfquest, on retrouve une race d'elfes dont le sang est mêlé à celui du loup.
- Le jeu Tom Clancy's Ghost Recon: Future Soldier met en scène comme antagoniste une unité d'élite des Spetnaz qui est appelée « Bodark », en référence au loup-garou du folklore russe.